# Николье, Клод
Клод Николье́ (фр. Claude Nicollier; род. 2 сентября 1944, Веве, кантон Во) — швейцарский физик, лётчик, космонавт Европейского космического агентства. Единственный швейцарец, побывавший в космосе и совершивший четыре космических полёта.

## Образование
Родился в швейцарском городе Веве, во франкоязычном кантоне Во. Окончив в 1962 году среднюю школу в Лозанне, поступил в Лозаннский университет и в 1970 году получил степень бакалавра наук по физике. В течение следующих трёх лет работал научным сотрудником в университетском Институте астрономии и в Женевской обсерватории. В 1975 году получил степень магистра наук по астрофизике в Женевском университете.

## Работа
Одновременно с этим в 1966 году К. Николье стал лётчиком швейцарских ВВС, где он дослужился до звания капитана и налетал 5600 часов, в том числе 4000 ч на реактивных самолётах. Пилотировал истребители-бомбардировщики Northrop F-5E и Hawker Hunter. Позже, в 1988 году, он прошёл курс обучения в Имперской школе лётчиков-испытателей в Боском-Даун (Великобритания).
Параллельно со своей научной деятельностью Клод Николье поступил в Швейцарскую школу транспортной авиации в Цюрихе и в 1974 году стал гражданским авиапилотом пассажирского самолёта DC-9 в авиакомпании Swissair.
С конца 1976 года стал работать по контракту в научно-космическом отделе Европейского космического агентства в Нордвейке (Нидерланды). Как научный сотрудник, занимался рядом программ в области бортовой инфракрасной астрономии. В мае 1977 года принял участие в 9 полётах на самолёте Convair 990 с целью испытания оборудования для лаборатории «Спейслэб».

## Космическая подготовка
18 мая 1978 года Клод Николье был отобран ЕКА в первую группу европейских астронавтов как кандидат для участия в полёте лаборатории «Спейслэб-1». В июле 1978 года отправился в США для прохождения общекосмической подготовки.
В соответствии с договором между ЕКА и НАСА, в 1980 году был включён в группу американских астронавтов 9-го набора для подготовки в качестве специалиста полёта. Завершив её в августе 1981 года, стал профессиональным астронавтом. 
В долгом 14-летнем ожидании своего первого космического полёта Николье получал различные технические назначения в отделе астронавтов НАСА: тестирование программного обеспечения в лаборатории комплексирования бортовой радиоэлектронной аппаратуры шаттла (Shuttle Avionics Integration Laboratory, SAIL), участие в разработке устройств для возвращения привязного спутника (Tethered Satellite System, TSS), системы дистанционного манипулятора (Remote Manipulator System, RMS), робототехнического оборудования для МКС. С весны 1996 года до конца 1998 года Николье возглавлял отделение робототехники отдела астронавтов.

## Космические полёты
Клод Николье является ветераном космонавтики. Помимо того, что он прослужил в отряде астронавтов почти три десятка лет, он совершил четыре полёта в космос, что само по себе уникально для космонавтов, не являющихся гражданами США и России. Кроме того, каждый раз Николье стартовал в космос на другом шаттле.
Первое назначение в экипаж Николье получил ещё в мае 1984 года. Шаттл STS-51-H должен был совершить полёт в июне 1985 года, но из-за пересмотра программ в начале 1985 года НАСА отменила эту миссию.
В сентябре того же года Николье был включён в экипаж шаттла «Атлантис STS-61-K». Но и эта намеченная на сентябрь 1986 года миссия на орбиту не состоялась из-за катастрофы «Челленджера» и последовавшего за ней срыва графика космических стартов.

### 1.  «Атлантис STS-46»
Первый полёт 47-летнего специалиста полёта  Клода Николье состоялся после 14 лет пребывания его в отряде астронавтов, на борту шаттла «Атлантис» (STS-46) с 31 июля по 8 августа 1992 года. Основными задачами экипажа из 5 человек были выведение на орбиту спутника EURECA (European Retrievable Carrier) и испытание американо-итальянской системы привязного спутника TSS-1 (Tethered Satellite System). Последняя задача была выполнена лишь частично: из-за того, что трос застрял при разматывании, спутник отдалился от корабля лишь на 260 м вместо запланированных 20 км.
Длительность полёта составила 7 суток 23 час 15 минут 3 секунды.

### 2. «Индевор STS-61»
Второй полёт, на шаттле «Индевор», состоялся уже через 16 месяцев после первого старта и  проходил 2—13 декабря 1993 года. Главной задачей миссии был ремонт орбитального космического телескопа «Хаббл», для чего члены экипажа совершили 5 выходов в открытый космос.
Продолжительность полёта 10 суток 19 ч 58 мин 37 с.

### 3. «Колумбия STS-75»
Третий полёт на орбиту Клода Николье проходил 22 февраля — 9 марта 1996 года. В ходе этой миссии американо-швейцарско-итальянский экипаж «Колумбии» повторил неудавшийся 4 годами ранее эксперимент с привязным спутником TSS-1R. На этот раз спутник на тросе удалось отпустить более чем на 19 км, однако затем он сломался и был оставлен на орбите. Среди других задач полёта были эксперитменты по программе USMP-3 (United States Microgravity Payload) и пр.
Длительность полёта составила 15 суток 17 ч 40 мин 22 с.

### 4. «Дискавери STS-103»
Четвёртый полёт швейцарского астронавта состоялся 20—28 декабря 1999 года на борту «Дискавери». Основной целью миссии был ремонт и дооснащение телескопа «Хаббл». На этот раз, 23—24 декабря 1999 года, Клод Николье совместно с Майклом Фоулом совершил выход в открытый космос, причём один из самых продолжительных в истории космонавтики (третий на тот момент) — 8 часов 10 минут. В ходе космической прогулки астронавты заменили на телескопе бортовой компьютер и датчик точного наведения. Николье стал первым европейским астронавтом, совершившим выход в открытый космос в полётах программы «Спейс шаттл».
Длительность этого полёта составила 7 суток 23 ч 11 мин 34 с.
Суммарная продолжительность четырёх полётов Клода Николье — 42 суток 12 ч 5 мин 36 с.

## Последующая деятельность
В 2000 году Николье был назначен в отделение внекорабельной деятельности при одновременном сохранении должности ведущего астронавта ЕКА в Хьюстоне. 
В сентябре 2004 года Клод Николье достиг 60-летнего возраста, предельного для европейских астронавтов, но контракт с ним был продлён ещё на два года.
В 2004 году начал преподавать в Федеральной политехнической школе Лозанны, став в 2007 году полным профессором.
В марте 2007 года Клод Николье уволился из ЕКА.
Является членом Швейцарского астрономического общества, Тихоокеанского астрономического общества, Общества офицеров Швейцарских ВВС, Швейцарской инженерно-архитектурной академии, общества «Швейцарский астрономический день», Британского межпланетного общества , предсдедателем совета директоров CSEM.

## Награды
- Медаль НАСА «За космический полёт» (1992, 1993, 1996, 1999)
- Почётная премия швейцарского фонда Про-Аэро (1992)
- Золотая медаль Юрия Гагарина Международной авиационной федерации (1994)
- Серебряная медаль французской Национальной академии авиации и космонавтики (1994)
- Приз Колье (Collier Trophy) американской Национальной аэронавтической федерации, присуждён всему экипажу STS-61) (1994)
- Премия Лозаннского университета (1994)
- Почётная докторская степень Федеральной политехнической школы Лозанны и Университета Женевы (обе в 1994 году), Базельского университета (2000)
- Медаль Альберта Эйнштейна бернского общества Альберта Эйнштейна (1998)
- Медаль НАСА «За выдающуюся службу» (2001)
- Швейцарская астрономическая премия (2007)

## Семья
Клод Николье — вдовец (жена Сусана Перес из мексиканского Монтеррея скончалась в декабре 2007 года). Две дочери — Майя (1974) и Марина (1978). Увлекается пилотированием, лыжным спортом, альпинизмом, фотографированием.